# Osiedle Chemik (Gorzów Wielkopolski)

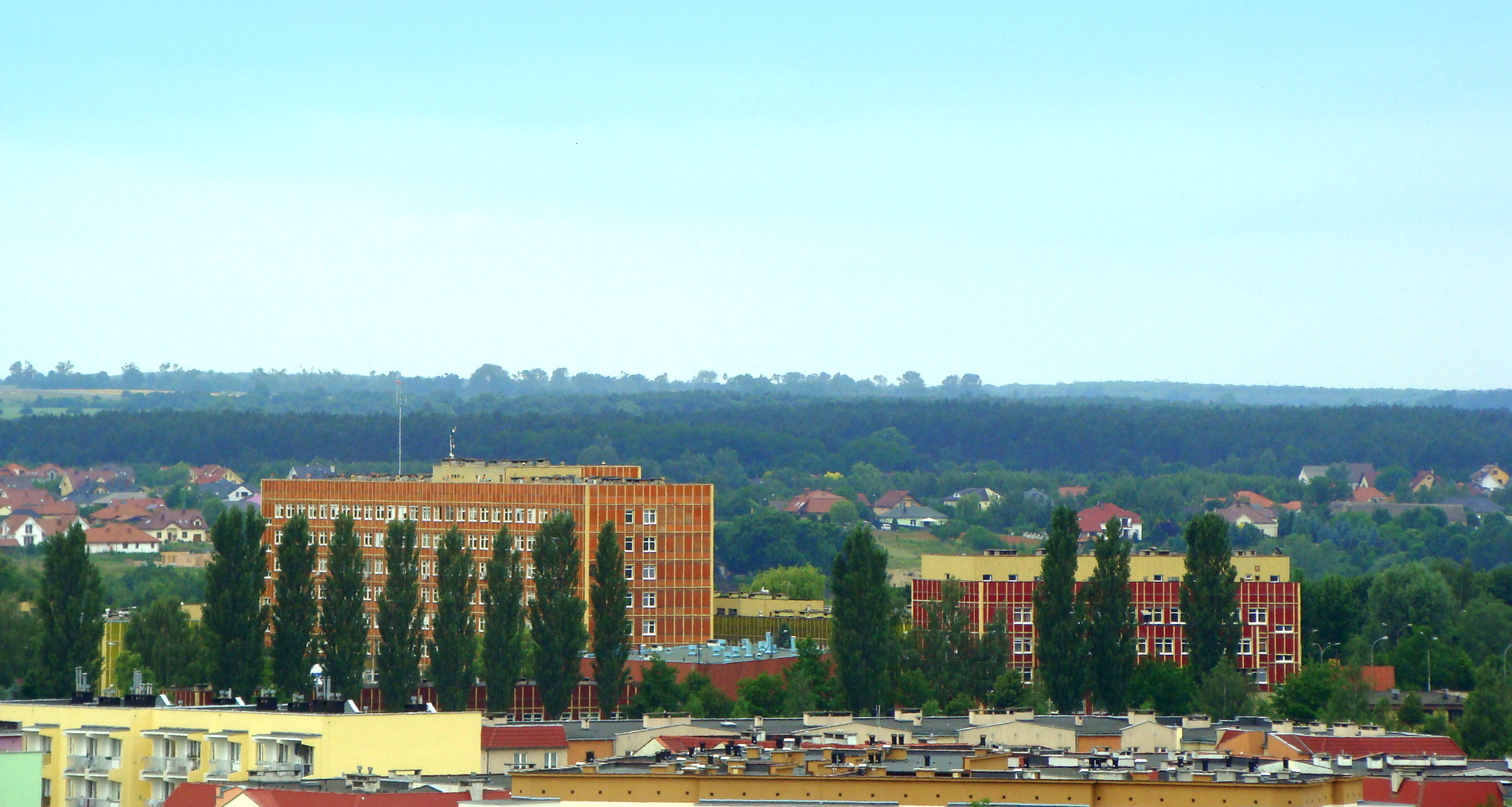
Zespół Szpitalny przy ul. Dekerta

Chemik – osiedle Gorzowa Wielkopolskiego, położone w północnej części miasta i północnej części dzielnicy Górczyn.
Chemik przeżywa rozkwit mieszkalny, głównie za sprawą GTBS. Przy ulicy Jana Dekerta znajduje się szpital wojewódzki. Brak fabryk, szkół. 

## Zieleń
W 2007 roku na terenie Osiedla Chemik powstał park 750-lecia.

## Handel
Na osiedlu znajduje się hipermarket Castorama, oraz kilka mniejszych sklepów.

## Komunikacja
Na osiedle dotrzeć można komunikacją miejską MZK Gorzów. Jeżdżą tutaj:
- 102: Dekerta Szpital – Śląska - Pole Golfowe
- 123: Ustronie – TPV
- 125: Dekerta Szpital – Śląska - Pole Golfowe
- 126: Dekerta Szpital – Osiedle Staszica/TPV
- 134: Dekerta Szpital – Strażacka
- 135: Dekerta Szpital – K-SSSE Małyszyńska
- 501: Ustronie – Kostrzyńska MZK (linia nocna)

## Główne ulice
Główne ulice Osiedla Chemik to:
- Jana Dekerta
- ks. Adama Czartoryskiego
- Szarych Szeregów